# Kiggen
Lee Ki-won (né le 13 mars 1979), mieux connu par son nom de scène Kiggen, est un rappeur et producteur coréo-japonais. Il fait partie du trio de hip-hop Phantom et est président de Korean Roulette, un sous-label de Brand New Music.

## Discographie

### Extended plays
| Titre                                      | Date de sortie   | Label                               | Formats            | Meilleure position | Ventes |
| Titre                                      | Date de sortie   | Label                               | Formats            | COR                | Ventes |
| ------------------------------------------ | ---------------- | ----------------------------------- | ------------------ | ------------------ | ------ |
| Pianissimo (피아니시모)                    | 27 novembre 2007 | Gap Entertainment, Bugs Corporation | CD, téléchargement | -                  | NC     |
| Song For the Night (밤에 듣기 좋은 노래)   | 22 août 2016     | Brand New Music, LOEN Entertainment | CD, téléchargement | 84                 | NC     |
| "—" signifie que l'EP ne s'est pas classé. |                  |                                     |                    |                    |        |

### Singles
| Titre                                                           | Année                        | Meilleure position           | Ventes                       | Album                        |
| Titre                                                           | Année                        | COR                          | Ventes                       | Album                        |
| En tant qu'artiste principal                                    | En tant qu'artiste principal | En tant qu'artiste principal | En tant qu'artiste principal | En tant qu'artiste principal |
| --------------------------------------------------------------- | ---------------------------- | ---------------------------- | ---------------------------- | ---------------------------- |
| "Look Again" (다시보기) feat. Jinsil de Mad Soul Child & Hanhae | 2015                         | 92                           | - COR: 23,917+               | Song For the Night           |
| "Go To The Limit" (선을 넘자) feat. Basick, Ja Mezz & Esbee     | 2015                         | —                            | NC                           | Song For the Night           |
| "I Feel Better" (버려진 기분) feat. Eluphant, Ravi & Esbee      | 2016                         | —                            | NC                           | Song For the Night           |
| "3AM" (밤에 들어줘) feat. Suran & Hanhae                        | 2016                         | —                            | - COR: 14,338+               | Song For the Night           |
| "Prada Shoes" feat. Esbee                                       | 2016                         | —                            | NC                           | single sans album            |
| Collaborations                                                  |                              |                              |                              |                              |
| "For the Last of My Life" (두고두고) avec Yang Da-il            | 2016                         | —                            | NC                           | single sans album            |
| "Starlight Love 2017" (별들도 눈감은밤) avec SBGB               | 2017                         | —                            | NC                           | single sans album            |
| "—" signifie que le single ne s'est pas classé.                 |                              |                              |                              |                              |